# MTV Classic (Polonia)
MTV Classic era un canale televisivo musicale a pagamento che trasmetteva in Polonia; ha chiuso nel 2005 ed è stato rimpiazzato con la versione polacca di VH1.

## Storia
Poiché il canale ebbe pochi ascolti e difficoltà linguistiche, venne per la prima volta usato il nome MTV per la denominazione del canale, il quale trasmetteva video del passato e documentari sulle star che hanno reso celebre il mondo della musica. Inoltre trasmetteva il famoso cartone animato prodotto da MTV, Beavis and Butt-head.